# Station Jaren
Station Jaren is een station in Brandbu/Jaren in de gemeente Gran in fylke Innlandet in Noorwegen. Het station dateert uit 1900. Het is een ontwerp van Paul Due. Jaren ligt aan Gjøvikbanen en is tevens het eindstation van lijn L3, de stoptrein vanaf Oslo S. 